# Référendum constitutionnel kirghize de 1998
Le référendum constitutionnel kirghize de 1998 est un référendum ayant eu lieu le 17 octobre 1998 au Kirghizistan. Il vise introduire la propriété foncière privée, un changement du nombre de sièges de l'assemblée législative et d'augmenter la liberté de la presse. Il a été approuvé à 95,4 % avec une participation de 96,4 %.